# 26235 Annemaduggan
26235 Annemaduggan este un asteroid din centura principală de asteroizi.

## Descriere
26235 Annemaduggan este un asteroid din centura principală de asteroizi. A fost descoperit pe 17 august 1998 la Socorro, New Mexico, în cadrul proiectului LINEAR. Asteroidul prezintă o orbită caracterizată de o semiaxă mare de 2,33 ua, o excentricitate de 0,10 și o înclinație de 6,0° în raport cu ecliptica.